# Meranda latalis
Meranda latalis là một loài bướm đêm trong họ Noctuidae.